# 克拉斯諾戈爾斯科耶區 (烏德穆爾特共和國)

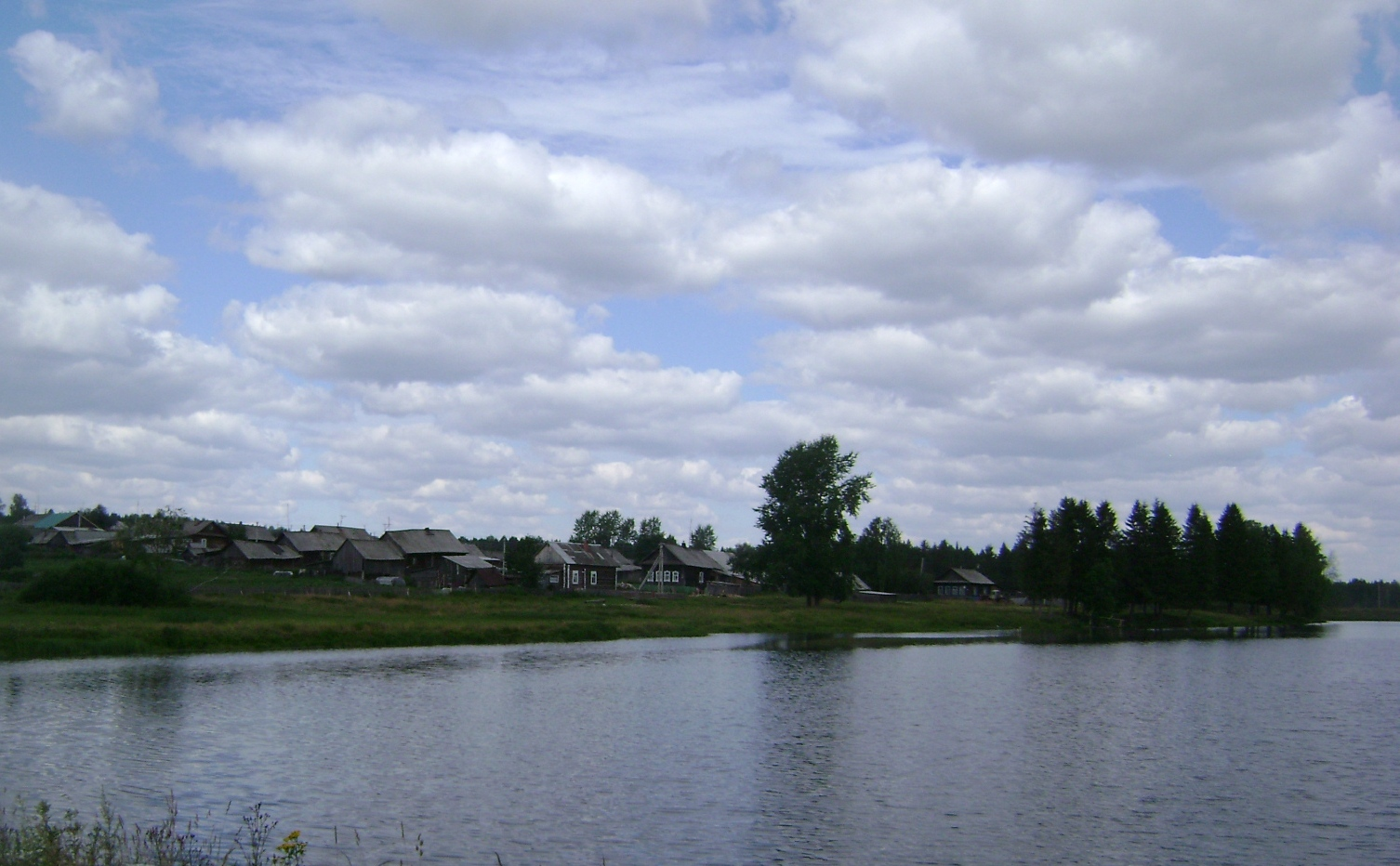

57°42′25″N 52°29′49″E / 57.70694°N 52.49694°E
克拉斯諾戈爾斯科耶區（俄语：Красногорский район），是俄羅斯的一個區，位於該國西南部，由烏德穆爾特共和國負責管轄，面積1,860.1平方公里，2010年人口10,347，人口密度每平方公里5.56人。